# Märchen-Almanach auf das Jahr 1827
Der Märchen-Almanach auf das Jahr 1827 ist eine 1826 bei Franckh in Stuttgart erschienene Märchensammlung von Wilhelm Hauff und weiteren Autoren. Die acht Beiträge, von denen die bekanntesten Der Zwerg Nase und Schneeweißchen und Rosenrot (von Wilhelm Grimm) sind, werden durch eine Rahmenerzählung namens Der Scheik von Alessandria und seine Sklaven verbunden. Der vollständige Titel der Erstausgabe lautet Märchen-Almanach auf das Jahr 1827 für Söhne und Töchter gebildeter Stände. Heute sind gekürzte Fassungen verbreitet, die sich auf Hauffs Beiträge beschränken. Der Almanach ist der zweite von insgesamt drei Bänden: Vorgänger und Nachfolger sind die Märchenalmanache auf das Jahr 1826 und das Jahr 1828.

## Inhalt
Der Scheik von Alessandria und seine Sklaven ist eine Rahmenerzählung: Kairam (Almansor), der Sohn des Scheiks Ali Banu wurde vor zehn Jahren als Geisel nach „Frankistan“ verschleppt. Da Ali Banu prophezeit wurde, dass Kairam an einem der Jahrestage der Verschleppung zurückkehren wird, richtet er alljährlich an diesem Tag ein großes Fest aus. Zu diesem Anlass lässt er auch stets einige Sklaven frei, die zuvor aufgefordert werden, eine Geschichte oder ein Märchen zu erzählen. Die letzte Geschichte bringt die Auflösung, da sich der Sklave, der die Geschichte seines angeblichen Freundes Almansor (= Kairam) erzählt, am Schluss selbst als Kairam zu erkennen gibt.
Die Beiträge nach der Erstausgabe:
- Der Zwerg Nase
- Abner, der Jude, der nichts gesehen hat
- Der arme Stephan
- Der gebackene Kopf
- Der Affe als Mensch
- Das Fest der Unterirdischen
- Schneeweißchen und Rosenrot
- Die Geschichte Almansors

Vier der Beiträge stammen nicht von Hauff: Es sind dies das Märchen Der arme Stephan von Adolf Schöll, die Groteske Der gebackene Kopf von James Justinian Morier, das Volksmärchen Das Fest der Unterirdischen und das Märchen Schneeweißchen und Rosenrot von Wilhelm Grimm. Diese Beiträge finden sich deshalb nicht in den Gesamtausgaben von Hauffs Werken und in den darauf basierenden Nachdrucken des Almanachs.
Nur einige Texte sind typische Märchen: Das Märchen Der Zwerg Nase handelt vom Sohn eines Flickschusters, der in verzauberter Gestalt das Handwerk eines Meisterkochs erlernt. Es ist der am häufigsten rezipierte Beitrag Hauffs aus dem Almanach, was sich in zahlreichen Adaptionen zeigt. Der arme Stephan handelt von einem armen Schusterjungen, der mit überirdischer Hilfe zu einem reichen Wohltäter wird. Das Fest der Unterirdischen hat seine Schauplätze in Norwegen. Ein unstandesgemäßes Liebespaar gelangt durch Geister (die Unterirdischen) in den Besitz eines Schatzes und kann heiraten. In Schneeweißchen und Rosenrot stellt sich ein Bär, der bei einer Witwe und ihren zwei Töchtern den Winter verbringt, als verwunschener Königssohn heraus.
Zwei der Geschichten richten sich nicht nur an Kinder, sondern auch an Erwachsene: Der gebackene Kopf (von James Justinian Morier) wird in einem Gespräch der Rahmenhandlung als „ununterbrochene Reihe komischer Szenen“ charakterisiert: Ein armer Schneider und Muezzin erhält darin durch einen Irrtum statt eines Derwisch-Anzuges einen abgeschlagenen Kopf, den er in seiner Angst jemand anderem unterschiebt. Dieser neue „Besitzer“ handelt ebenso. Vergleichbar ist dieses Intrigenspiel mit der Geschichte von der abgehauenen Hand aus dem ersten Almanach.
In der Gesellschaftssatire Der Affe als Mensch lässt ein geheimnisvoller Fremder durch Drill einen Orang-Utan als gebildeten Engländer erscheinen, den er dann in die Gesellschaft einer Kleinstadt einführt. Sein unkonventionelles Benehmen dient vielen Beobachtern fortan als Beispiel, sich nun ebenfalls, vermeintlich nach Art der Engländer, wild und rüde aufzuführen. Nachdem er bei einem Konzert für Chaos sorgt, wird er von einem Naturkundler als Orang-Utan identifiziert und in einem Tiergehege untergebracht. Der Fremde hat zuvor die Stadt verlassen. In einem zurückgelassenen Brief offenbart er, die Bürger mit dem Affen-Scherz für ihre Klatschsucht und ihren Gesellschaftszwang bestraft zu haben.
Ebenso wie in den beiden zuletzt erwähnten Beiträgen fehlt auch in Abner, der Jude, der nichts gesehen hat eine kindliche oder jugendliche Identifikations- oder Orientierungsfigur, allerdings handelt es sich um eine Beispiel- und Warngeschichte, die ihre Botschaft dem Leser auf unterhaltsame Weise nahebringt, wenn auch auf Kosten der Hauptfigur.

## Adaptionen
- Lesung (Beginn der Rahmenerzählung):

- Film: Der Affe als Mensch diente als Vorlage für den 1958 veröffentlichten DEFA-Märchenfilm Der junge Engländer.

## Ausgaben
Der erste Band, der Märchen-Almanach auf das Jahr 1826, war noch im renommierten J. B. Metzler Verlag erschienen. Hauff hatte eine Gestaltung als hochwertigen Geschenkband mit Kupferstichen vorgeschlagen. Als der Verlag nicht darauf einging, wechselte er zum erst 1822 gegründeten Franckh-Verlag. Darüber schreibt er in einem Brief an seinen Bruder Hermann von September 1826: „[…] daß es nicht die Frankh’sche Firma war oder seine miserablen Verlagswerke, was mich zu ihm lokte, sondern der Stolz bey dem kleinsten Krämer zu verlegen und durch mich selbst bekannt zu werden.“
- Märchenalmanach für Söhne und Töchter gebildeter Stände auf das Jahr 1827. Herausgegeben von Wilhelm Hauff. Mit 3 Kupfern. Gebrüder Franckh, Stuttgart 1826.
- W. Hauffs Werke, Bd. IV: Märchen-Almanach. Hrsg. Max Mendheim, Bibliographisches Institut, Leipzig/Wien 1891–1909.

## Sekundärliteratur
- Ernst Osterkamp (Hrsg., in Verbindung mit der Deutschen Schillergesellschaft): Wilhelm Hauff oder Die Virtuosität der Einbildungskraft. Wallstein Verlag, Göttingen 2005, ISBN 3-89244-860-4.